# Rtisjtjevo
Rtisjtjevo (ryska Ртищево) är en stad i Saratov oblast, Ryssland. Folkmängden uppgick år 2015 till cirka 40 000 invånare. Rtisjtjevo grundades år 1666 och har haft stadsrättigheter sedan 1920. Rtisjtjevo är en stor järnvägsknut på linjerna Saratov-Tambov och Penza-Povorino.